# هاردن بنيون
هاردن بنيون هو سياسي أمريكي، ولد في 7 أكتوبر 1862 في تايلورزفيل في الولايات المتحدة، وتوفي في 1939. نشط حزبياً في الحزب الديمقراطي. وقد انتخب عضو مجلس ولاية يوتا ‏.